# Демократическая партия (Уганда)
Демократическая партия — современная консервативная политическая партия в Уганде, возглавляемая с 2010 года Норбертом Мао.

## История

### До обретения независимости страны
«Демократическая партия» была сформирована в 1954 (по другим данным, в 1956), в 1958 году Бенедикто Киванука был избран её председателем. Партия заручилась поддержкой большого числа жителей (в основном католиков, так как партия изначально создавалась для объединения католиков.) на местных выборах. В 1960 году партия приложила все усилия, призывая население участвовать в выборах в Национальную ассамблею Уганды. Традиционный парламент королевства Буганда, выступавший за независимость государства от Уганды, принял решение бойкотировать выборы, и это решение поддержали большинство баганда.
Но, как оказалось, низкая явка баганда помогла «Демократической партии» занять большинство мест в ассамблее (43 места), несмотря на то, что партия в целом по стране получила меньше голосов, чем партия «Народный конгресс Уганды» (35 мест). Бенедикто Киванука стал главой правительства переходного периода
В апреле 1962 года были проведены новые выборы в Законодательный совет Уганды. На этот раз баганда голосовали за недавно появившуюся партию своего кабаки (короля), и «Демократическая партия» не смогла одержать победу на выборах. Она получила 22 места и не была включена в коалицию между «Народным конгрессом Уганды» и партией кабаки.

### Оботе и Амин
«Демократическая партия» ушла в оппозицию, наблюдая за развитием конфликта между премьер-министром Милтоном Оботе и президентом Мутесой II. 22 февраля 1966 года Оботе возложил на себя всю полноту государственной власти в Уганде, сверг президента, ввёл новую конституцию. Для укрепления режима собственной диктатуры Оботе «отложил» выборы. В 1969 году он ввел режим чрезвычайной ситуации на всей территории и запретил оппозицию, в том числе «Демократическую партию». Лидеры партии были арестованы и заключены в тюрьмы.
25 января 1971 года,Иди Амин организовал военный переворот и захватил власть. Иди Амин выпустил Киванука и назначил его верховным судьёй. Бенедикто Киванука вскоре начал сопротивление проводимой государством политике репрессий. За это в 1972 году он был арестован, а затем и убит, став одним из сотен тысяч жертв режима Амина. Репрессиям подверглись и другие лидеры партии.
После поражения Амина власть взял «Фронт национального освобождения Уганды». На выборах 10 декабрь 1980 года помимо остальных организаций столкнулись, как и 18 лет до этого, три старые партии: «Народный конгресс Уганды» во главе с Милтоном Оботе и «Демократическая партия» (лидеры — Юсуф Луле и Пол Семогерере) и консервативная партия (наследник партии, поддерживавшей кабаку). Выборы 10 декабря проходили в сложной обстановке. Приходили сообщения о серьёзных нарушениях. Некоторых кандидатов от «Демократической партии» задерживали, снимали с выборов.
Победу на выборах, по собственному подсчету, одержала «Демократическая партия». Она заняла 81 место из 126. Сторонники партии уже праздновали победу, но в это время контроль над избирательной комиссией взял Пауло Муванга, председатель Президентской комиссии. Он заявил, что любой, кто будет оспаривать официальные результаты, будет подвергнут наказанию. Через несколько часов Муванга объявил, что «Угандийский национальный конгресс» получил 72 места, «Демократическая партия» будет представлена 51 депутатом. Многие оппозиционные движения решили начать вооружённое сопротивление Милтону Оботе. Однако «Демократическая партия» решила использовать методы парламентской борьбы. Террор, проводимый новой властью, не затронул лидера партии Семогерере, потому что Милтон Оботе должен был поддерживать образ демократического лидера, чтобы получать финансовую помощь от западных стран. Но были репрессированы и убиты многие члены партии.

### После гражданской войны
В 1985 году Оботе был свергнут. Власть перешла к лидеру повстанцев Йовери Мусевени. Он запретил партиям выставлять кандидатов на выборах (депутаты стали избираться как независимые). Мусевени считал, что политические партии раскалывают Уганду по этническим, идеологическим и религиозным признакам. Поэтому новый президент ввел беспартийную систему. Она получила название «Система движения», так как роль главной политической силы выполняло «Национальное движение сопротивления», организация, разбившая войска Оботе.
В 1996 году Пол Семогерере выставил свою кандидатуру на президентских выборах, но не смог одолеть Мусевени, набрав свыше 22 % против 76 % у Мусевени..
В 2005 году была принята поправка к конституции, разрешившая партиям участвовать в выборах. На выборах 2006 года «Демократическая партия» получила 8 мест в парламенте. Лидер партии Джон Кизито, участвовавший в президентской гонке, стал третьим с более чем полутора процентами голосов.
Выборы 2011 года также не принесли победу «Демократической партии»: 12 её представителей прошли в парламент. Глава партии Норберт Мао стал третьим на президентских выборах, не набрав и 2 % голосов.